# Wätzum
Wätzum ist ein Dorf und nördlicher Ortsteil von Algermissen im Landkreis Hildesheim in Niedersachsen.

## Geografie
Der Ort liegt an der Kreisstraße 522 zwischen Lühnde und Groß Lobke.

## Geschichte
Erste urkundliche Erwähnung findet Wätzum mit der Bezeichnung Wetcende im Jahr 1274 in einer Urkunde Papst Gregors X., in dem er dem Sültekloster in Hildesheim seinen dortigen Besitz bestätigte. Es gehörte in altsächsischer Zeit zu den Siedlungen im Hastfalagau und war später kirchlich am Pfarrbereich Lühnde orientiert. Die Kapelle Wätzum im Dorfzentrum wurde im 14. Jahrhundert von den Bauern des Ortes erbaut.
Grundbesitzer in Wätzum waren neben dem Sültekloster das Johannesstift, die St. Andreaskirche und das Kreuzstift in Hildesheim sowie im 14. Jahrhundert Ritter Hugo von Escherde.
Seit 1885 gehört Wätzum zum Kreis Hildesheim bzw. zum Landkreis Hildesheim-Marienburg.

### Eingemeindungen
Am 1. März 1974 wurde das Dorf in die Gemeinde Algermissen eingemeindet.

### Einwohnerentwicklung
| Jahr      | 1910 | 1925 | 1933 | 1939 | 2013 | 2014 | 2018 | 2019 |
| --------- | ---- | ---- | ---- | ---- | ---- | ---- | ---- | ---- |
| Einwohner | 256  | 287  | 243  | 243  | 212  | 213  | 201  | 200  |

(Quellen: 1910, 1925–1939, 2013–2014, 2018–2019)

### Fotogalerie

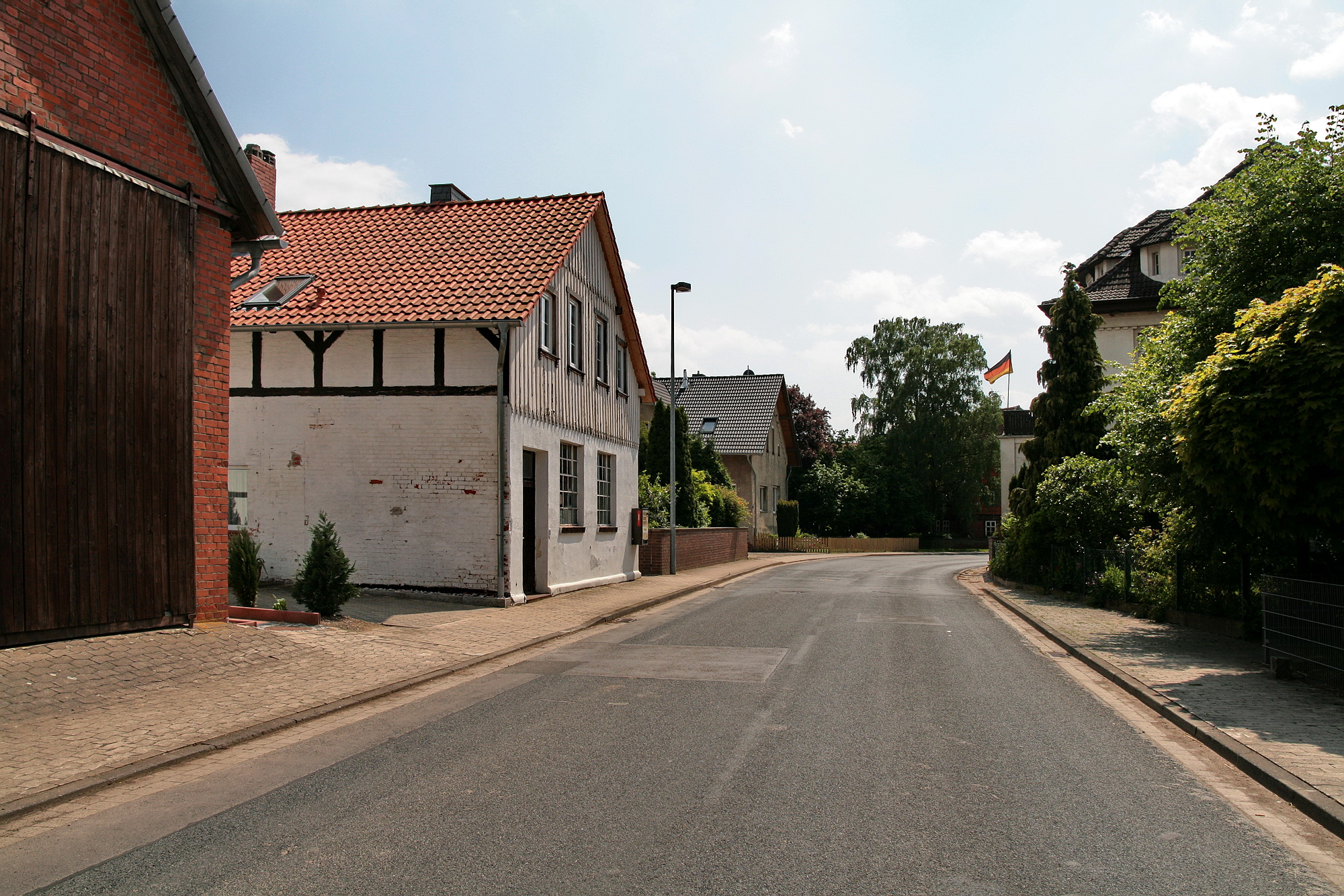
Ortsbild
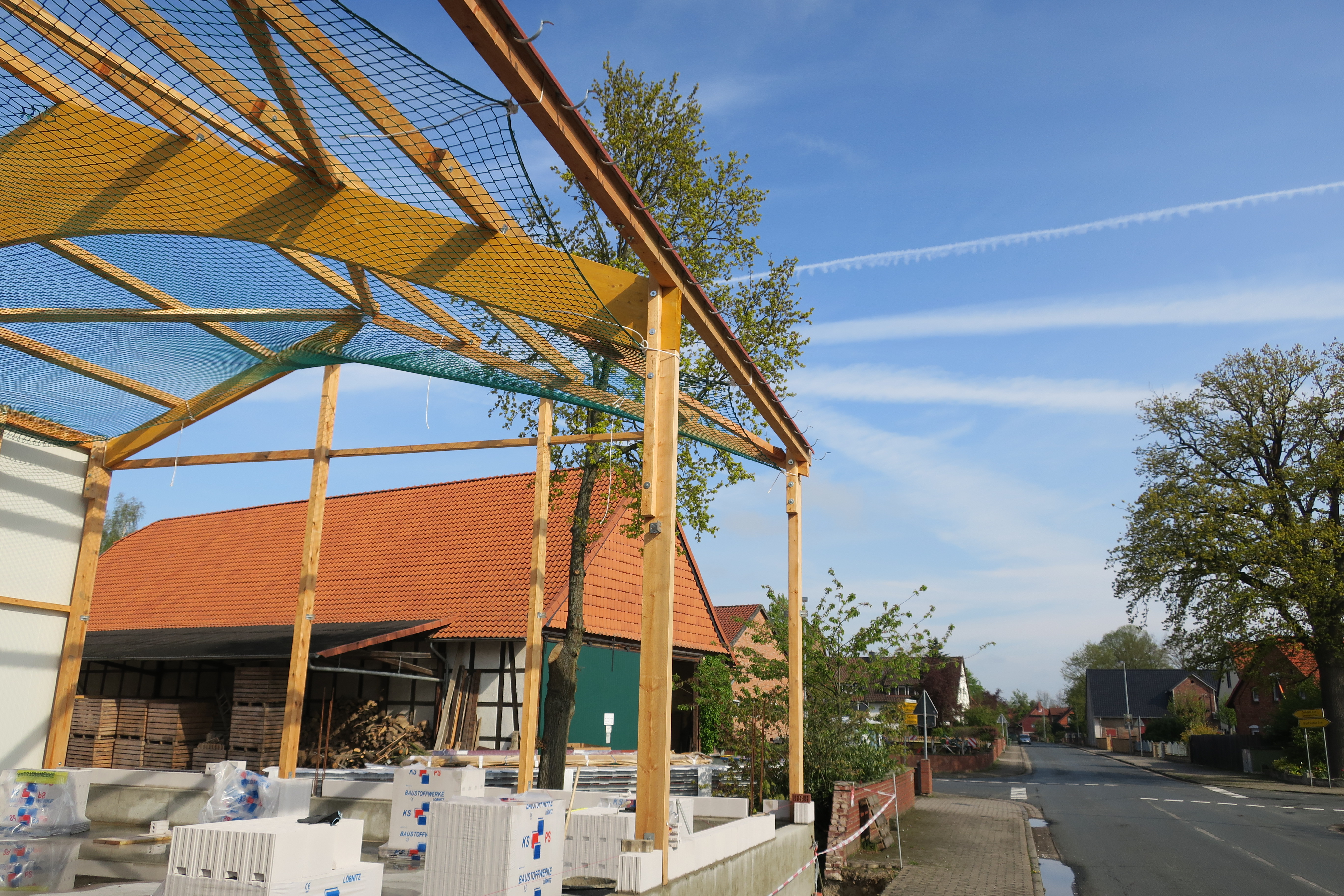
Wattekumstrasse
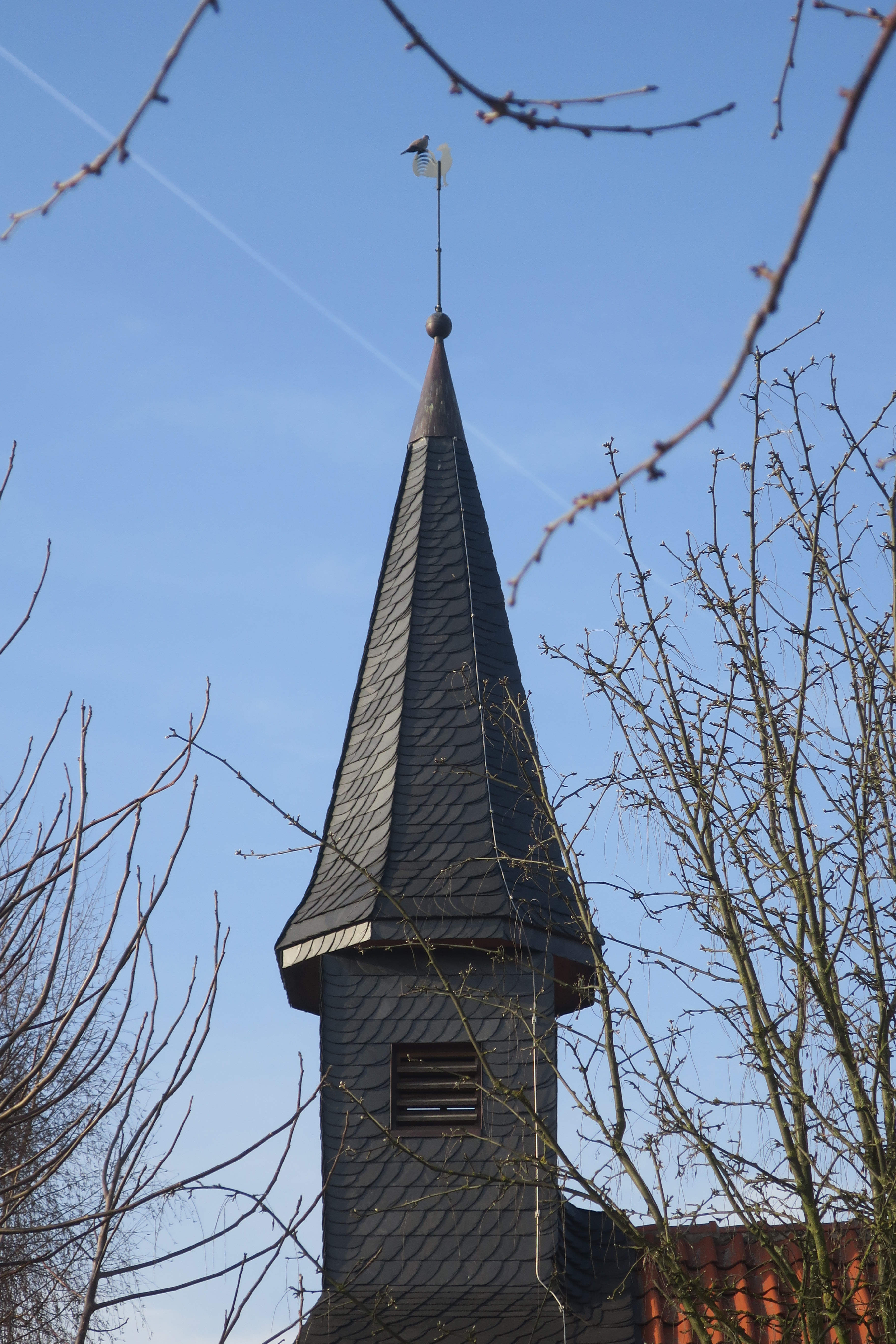
Glockenturm Kapelle Wätzum

## Politik

### Gemeinderat und Bürgermeister
Wätzum wird auf kommunaler Ebene vom Gemeinderat aus Algermissen vertreten.

### Ortsvorsteher
Die Ortsvorsteherin von Wätzum ist Frauke Brauer-Siebrecht.

### Wappen
| Wappen von Wätzum | Blasonierung: „In Rot eine schräglinks gelegte goldene Lanzenspitze.“ |
| Wappen von Wätzum | Wappenbegründung: Das Kommunalwappen von Wätzum besticht durch seine Einfachheit und erinnert damit an die ältesten Wappen. Es entstammt von einem Kersten von Watekum (Christian von Wätzum), der dieses Wappen in seinem bis heute erhaltenen Siegel führte. Es wird sicher im Staatsarchiv in Hannover verwahrt. Die goldene Lanzenspitze erinnert an Turnier und Ritterspiel und zugleich an Jagd und Fehde. Doch gemahnt sie ebenfalls an edle Rittertugenden. |